# مات هايدغيس
مات هايدغيس (بالإنجليزية: Matt Hedges)‏ (1 أبريل 1990 بروتشستر في الولايات المتحدة - ) هو لاعب كرة قدم أمريكي في مركز الدفاع. شارك مع منتخب الولايات المتحدة لكرة القدم. أما مع النوادي، فقد لعب مع نادي دالاس وريدينغ يونايتد إيسي.

## وصلات خارجية
- مات هايدغيس على موقع الدوري الأمريكي (الإنجليزية)
- مات هايدغيس على موقع قاعدة بيانات كرة القدم.إي يو (الإنجليزية)
- مات هايدغيس على موقع ناشيونال فوتبول تيمز (الإنجليزية)
- مات هايدغيس على موقع Soccerbase.com (لاعب) (الإنجليزية)
- مات هايدغيس على موقع Soccerway.com (الإنجليزية)
- مات هايدغيس على موقع عالم كرة القدم.نت (الإنجليزية)
- مات هايدغيس على موقع AS.com (الإسبانية)